# Além Paraíba
Além Paraíba é um município brasileiro do interior do estado de Minas Gerais, na divisa com o estado do Rio de Janeiro. Localizado na região conhecida como Zona da Mata, é um dos 142 municípios agrupados em sete microrregiões. De acordo com o recenseamento do Instituto Brasileiro de Geografia e Estatística (IBGE) de 2022, sua população naquele ano era de 30 717 habitantes.

## História
O distrito de São José d'Além Paraíba foi elevado à condição de vila em 30 de novembro de 1880 por força da Lei Provincial n.º 2.678, que foi instalada no dia 22 de janeiro de 1882. No ano seguinte, a vila foi elevada à categoria de cidade pela Lei Provincial n.º 3.100, de 28 de setembro de 1883.
O nome do município foi alterado para Além Paraíba em 7 de setembro de 1923, com a sanção da Lei Estadual n.º 843.

## Geografia
A área do município é de 510,250 km².

### Demografia
Dados do Censo - 2000
População Total: 35.589
- Urbana: 32.028
- Rural: 2.582
- Homens: 16.176
- Mulheres: 17.434

(Fonte: AMM)

## Rodovias
- BR-116 (Antiga Rio ▬ Bahia) (Atual Rio ▬ Teresópolis ▬ Além Paraíba)
- BR-393

## Ferrovias
Além Paraíba possui um importante entroncamento ferroviário entre a Linha Auxiliar da antiga Central do Brasil e a Linha do Centro da antiga Leopoldina. Desde 1996, quando foram concedidas à Ferrovia Centro Atlântica (FCA), as linhas estão destinadas ao transporte de cargas, porém a OSCIP Amigos dos Trem em parceria com as autoridades locais e com a concessionária da linha, pretende reativá-las para o transporte de passageiros, ainda que de forma turística pelo Trem Rio Minas.
Outras linhas
- Linha Auxiliar da antiga Estrada de Ferro Central do Brasil
- Linha do Centro da antiga Estrada de Ferro Leopoldina